# Psycho Bitch
Psycho Bitch (estilizado como "Psycho B**ch" en la portada principal) es una canción de la cantante mexicana Thalía escrita por ella. Fue lanzada por Sony Music Latin como sencillo solitario el 4 de noviembre de 2022.

## Antecedentes y lanzamiento
La canción fue lanzada el 4 de noviembre de 2022 junto con su video musical, marcando el regreso de Thalía a sus raíces de música pop y encabezando las listas de iTunes en México, Argentina, Guatemala, Costa Rica y el área latina de EE. UU. Thalía dijo que se enamoró de la canción desde la primera vez que escuchó el demo musical y decidió grabarla, pero cuando escuchó la primera versión no le gustó cómo quedó y decidió empezar la canción desde cero y en 10 minutos, escribió la letra final del tema y le agregó su estilo mientras le decía a la gente que la llamaran "Psycho Bitch".

## Video musical
El video musical fue lanzado junto con la canción el 4 de noviembre de 2022. El vídeo presenta escenas en un set oscuro iluminado por diferentes luces y con un ambiente de fiesta. En algunas tomas se le ve a Thalía bailar encima de una bola de discoteca gigante acompañada de bailarinas que visten un atuendo y peluca similares al que Thalía utilizó en su videoclip de 1996 " Gracias a Dios ", donde interpretaba a una mujer psicópata que torturaba a su interés amoroso. El videoclip fue trending topic en diferentes países, incluido Estados Unidos, donde alcanzó el puesto 37. El video alcanzó un millón de visitas en YouTube y más de 40,000 me gusta en solo 5 días.

## Rendimiento comercial
El sencillo alcanzó la posición #8 del Billboard Latino, así como la posición #14 en la lista Latin Pop Airplay. Según Monitor Latino, alcanzó las posiciones 14, 19 y 20 en Guatemala, México y Puerto Rico respectivamente.